# 17056 Boschetti
17056 Boschetti (1999 GW3) là một tiểu hành tinh vành đai chính được phát hiện ngày 6 tháng 4 năm 1999 bởi L. Tesi và A. Boattini ở San Marcello Pistoiese.